# Сулейменов, Джолдас
Джолдас Сулейменов (1922—1993) — старший лейтенант Советской Армии, участник Великой Отечественной войны, Герой Советского Союза (1943).

## Биография
Джолдас Сулейменов родился 1 мая 1922 года в селе Полторацкое (ныне — Сарыагашский район Южно-Казахстанской области Казахстана). После окончания семи классов школы работал в колхозе. В декабре 1941 года Сулейменов был призван на службу в Рабоче-крестьянскую Красную Армию. С января 1942 года — на фронтах Великой Отечественной войны.
К октябрю 1943 года красноармеец Джолдас Сулейменов был разведчиком взвода пешей разведки 120-го стрелкового полка 69-й стрелковой дивизии 65-й армии Центрального фронта. Отличился во время битвы за Днепр. 15 октября 1943 года Сулейменов в числе первых переправился через Днепр в районе посёлка Радуль Репкинского района Черниговской области Украинской ССР и принял активное участие в боях за захват и удержание плацдарма на его западном берегу, отразив большое количество немецких контратак и продержавшись до переправы основных сил.
Указом Президиума Верховного Совета СССР от 30 октября 1943 года за «образцовое выполнение боевых заданий командования на фронте борьбы с немецкими захватчиками и проявленные при этом мужество и героизм» красноармеец Джолдас Сулейменов был удостоен высокого звания Героя Советского Союза с вручением ордена Ленина и медали «Золотая Звезда» за номером 1610.
В 1945 году Сулейменов окончил курсы младших лейтенантов. В 1946 году в звании старшего лейтенанта он был уволен в запас. Проживал на родине. После окончания Алма-Атинской юридической школы работал в органах МВД СССР. Скончался в 1993 году.
Был также награждён орденом Отечественной войны 1-й степени и рядом медалей.